# 6018 Pierssac
A 6018 Pierssac (ideiglenes jelöléssel (6018) 1991 PS16) a Naprendszer kisbolygóövében található aszteroida. Henry Holt fedezte fel 1991. augusztus 7-én.